# 萨沃亚骑兵团

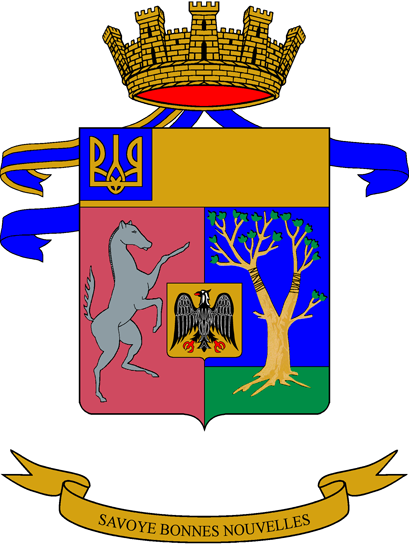
薩沃亞騎兵團徽章

萨沃亚骑兵团是意大利陆军的一支驻扎于格罗塞托的骑兵部队，名字來自於萨伏依公国。 
萨沃亚骑兵团于大同盟戰爭期間的1690年首次组建。战后，该团于1699年解散，并于1701年重建。该团随后参加了西班牙王位繼承戰爭、波兰王位继承战争和奧地利王位繼承戰爭。 1792年，该团跟隨第一次反法同盟攻擊法兰西第一共和国。 1798年12月，法国占领皮埃蒙特，迫使国王卡洛·埃馬努埃萊四世流亡。1799年1月，该团再度解散。 1814年5月，流亡撒丁島的国王維托里奧·埃馬努埃萊一世回到意大利半島，同年12月1日，国王下令再度重建该团。 
该团後來又参加了1848年第一次意大利独立战争、1859年第二次意大利獨立戰爭、1866年第三次義大利獨立戰爭。该团在第一次世界大战维托里奥威尼托战役期間追击奧匈帝國陸軍。第二次世界大战期间的1941年春季，該團参加了南斯拉夫戰役，并于 1941年夏季参加巴巴羅薩行動。 1941年10月，该团參與攻占乌克兰的顿涅茨克和戈爾洛夫卡。 1942 年 8 月 24 日，该团參與伊兹布申斯基冲突，并因此被授予意大利最高军事荣誉金质勇气勋章。
1942年12月，该团在苏联發動的小土星行动中几乎被全滅，幸存者随后回到意大利。 1943年9月8日卡西比爾停戰協定簽訂后，该团在艾米利亞地区的残余部队被參與軸心方案的德意志國防軍解散，而位於索马伦巴多的殘餘部队带着该团的马匹逃往瑞士。
1950 年4月15日，该团恢復。1957年，该团的營地迁至梅拉诺。 1975年，萨沃亚骑兵团由三个中队的規模缩减为一个中队。1992年，该中队又恢復至团級規模，并配备半人馬裝甲車。1995年，该团前往格罗塞托駐扎。:74